# Rheinanschlusskaserne

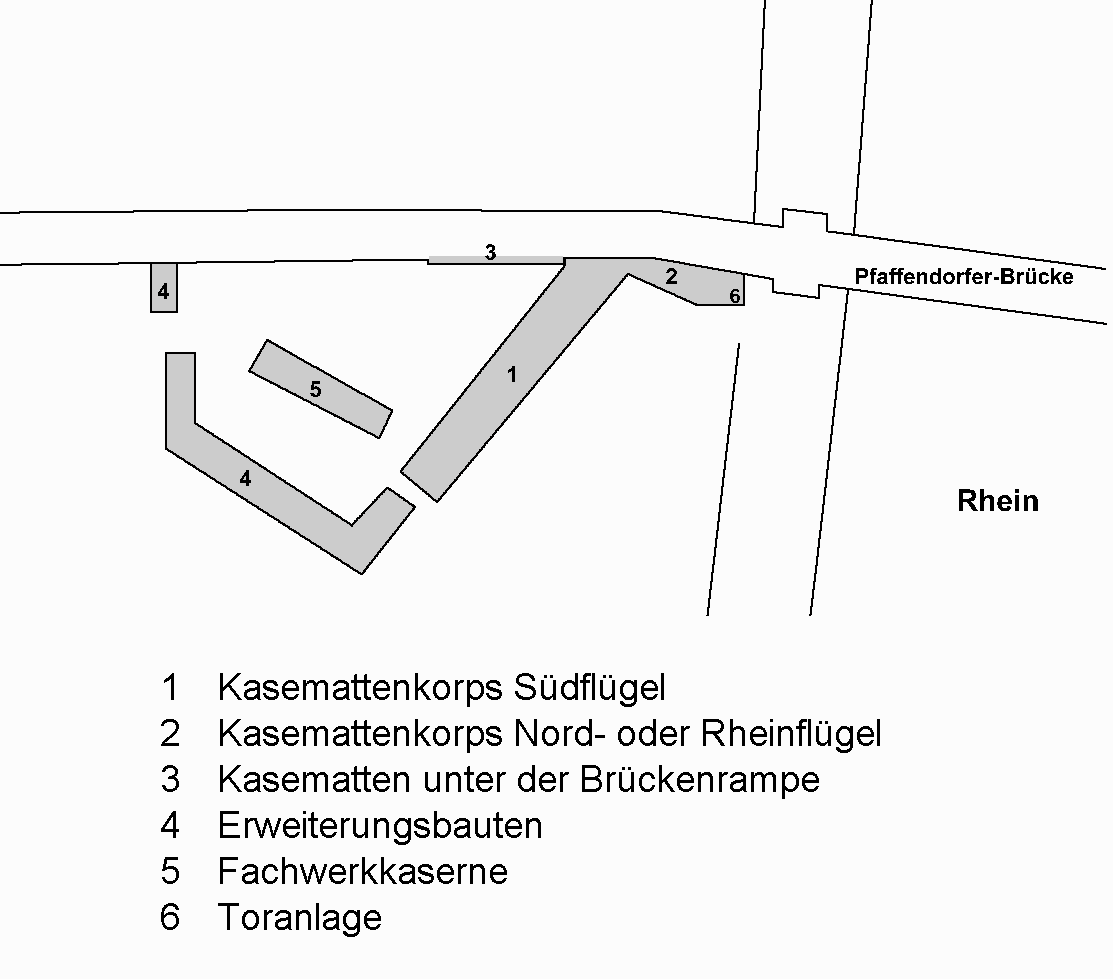
Grundriss (etwa 1918)

Die Rheinanschlusskaserne war ein Kasernenkomplex in der südlichen Vorstadt von Koblenz, dessen ältester Teil 1827 fertiggestellt wurde.

## Geschichte
Die preußische Stadtbefestigung der Großfestung Koblenz verlief in einem Viertelbogen vom Rhein (an der Stelle der heutigen Pfaffendorfer Brücke) bis zur Mosel (etwa an der Stelle der heutigen Europabrücke). Die am meisten gefährdeten Punkte waren dabei die Verbindungen oder Anschlüsse zu den beiden Flüssen. Am Rheinanschluss wurde daher ein Festungswerk mit großer Feuerkraft (43 Kasematten-Geschütze) errichtet. Sowohl die Schifffahrt auf dem Rhein als auch beide Uferstraßen konnten von dort aus mit Sperrfeuer belegt werden. Das zweistöckige Kasemattenkorps bestand aus einem etwa 100 Meter langen Südflügel mit 15 und einem etwa 17 Meter langen Nord- oder Rheinflügel mit 7 Kasematten. An dessen Ende zum Rhein hin befand sich ein Poternentor mit Zugbrücke, die über einen Wassergraben führte.
Der Putzbau mit Quadergliederung im klassizistischen Stil wurde 1827 auf einem Teil der 1809 vom französischen Präfekten Adrien de Lezay-Marnésia angelegten Departement-Baumschule fertiggestellt.
Anfang der 1860er Jahre begannen die Planungen zur Verlängerung der linksrheinischen Eisenbahn auf die rechte Rheinseite bis Lahnstein. Um die dazu notwendige Brücke möglichst rechtwinklig über den Rhein führen zu können und da zwischen dem Kurfürstlichen Schloss und der Stadtumwallung wenig Platz war, musste die Brückenauffahrt direkt an den Rheinflügel des Kasemattenkorps angelehnt werden. Dadurch wurde dessen Rückfront im Obergeschoss teilweise überbaut. Das Erdgeschoss hingegen erhielt unter der Brückenrampe eine 1866 fertiggestellte Erweiterung um acht Kasematten. 1874 entstand zwischen dem Südflügel und dem Mainzer Tor eine Fachwerkkaserne für zwei Kompanien. Vorher war bereits eine Reithalle errichtet worden.
Zur Erinnerung an die 25-jährige Verbindung (17. März 1850 bis 17. März 1875) des damaligen Prinzen- und späteren Kaiserpaares Wilhelm I. und Augusta zur Koblenzer Garnison wurden 1875 acht Terrakottareliefs an die Stirnwand des Rheinflügels angebracht, in der oberen Reihe drei Reliefs: links ein A für Augusta mit der Jahreszahl 1850, daneben das Reichswappen und rechts ein W für Wilhelm mit der Jahreszahl 1875, in der unteren Reihe fünf Reliefs (das rechte blieb nicht erhalten), drei (außen und in der Mitte) zeigten ein von zwei preußischen Adlern gehaltenes Lorbeergehänge, das mittlere mit zusätzlichem Lorbeerkranz, dazwischen zwei Reliefs mit je einem Lorbeerkranz. Siehe auch die Königshalle in den Koblenzer Rheinanlagen.
1890 erfolgte die Auflassung der Koblenzer Stadtbefestigung, und etwa zehn Jahre später waren die Wallanlagen und Tore weitgehend eingeebnet.  „Als ein häßliches Überbleibsel der Festungszeit“ war lediglich noch die Rheinanschlusskaserne vorhanden. Das Kasemattenkorps hatte zwar seine Funktion als Geschützstellung verloren, das preußische Militär nutzte die gesamte Anlage aber weiterhin zur Truppenunterkunft und ließ 1897 auf dem Südflügel sogar ein weiteres Geschoss aufsetzen. Noch 1902 scheiterte ein von Julius Wegeler initiierter Versuch, das Militär zur Aufgabe der Kaserne zu bewegen.

## Garnison
Die Truppenbelegung vor 1851 ließ sich bisher nicht feststellen.
- 1851–1860 Füsilier-Bataillon des Infanterie-Regiments Nr. 30
- 1860–1864 I. Bataillon des Infanterie-Regiments Nr. 68
- 1866–1869 I. Bataillon des Garde-Grenadier-Regiments Nr. 4
- 1869–1870 II. Bataillon des Garde-Grenadier-Regiments Nr. 4
- 1871–1877 Füsilier-Bataillon des Infanterie-Regiments Nr. 29
- 1877–1887 Teile des II. Bataillons des Infanterie-Regiments Nr. 68
- 1887–1893 6. und 8. Kompanie des Garde-Grenadier-Regiments Nr. 4
- 1893–1902 10. Kompanie des Infanterie-Regiments Nr. 68
- 1902–1914 eine Kompanie des I. Bataillons des Infanterie-Regiments Nr. 68

Zusätzlich waren dort untergebracht:
- 1892–1914 Teile des Feldartillerie-Regiments (2. Rheinische) Nr. 23
- seit 1857 zeitweise Teile des Train-Bataillons (1. Rheinische) Nr. 8 (beispielsweise die Bäckerabteilung)[4]

Es folgten als alliierte Besatzungstruppen 1919 die Amerikaner und 1923 die Franzosen, die die Kaserne in Quartier Carnot umbenannten und bis 1929 blieben. In dieser Zeit brannte die Reithalle nieder.

## Zivile Nutzung
Von 1931 bis 1937 befand sich eine Feuerwehrfachschule in der Rheinanschlusskaserne, die anschließend einen Neubau in der Schillerstraße auf dem Oberwerth bezog. Des Weiteren waren zeitweise eine katholische Sonderschule und eine private Baufachschule auf dem Gelände untergebracht. 1933 erwarb die Stadt Koblenz die gesamte Anlage. Im selben Jahr wurde die Pfaffendorfer Eisenbahn- bzw. Straßenbahn-Brücke für den Autoverkehr umgebaut und dazu die Breite von etwa 10 auf 16 Meter vergrößert sowie auf der Koblenzer Seite die Auffahrtrampe neu errichtet. Teile des Rheinflügels mussten dafür abgerissen werden.

## Zerstörung
Im Zweiten Weltkrieg erhielt der Südflügel des Kasemattenkorps bei dem schweren Luftangriff vom 6. November 1944 mehrere Volltreffer, alle Erweiterungsbauten der Kaserne wurden zudem vollständig zerstört. Bereits im Juli 1945 wies die Stadt das frühere Kasernengelände als Schuttabladeplatz aus. Beispielsweise verfüllte man mit den Trümmerresten des früheren Festungsschirrhofes am Clemensplatz den Bereich zwischen Brückenrampe und dem weitgehend abgebrochenen Südflügel und erstellte zur Rheinseite hin eine Anschüttung, auf der 1951 der Koblenzer Oberbürgermeister Josef Schnorbach einen kleinen Wingert für das im Bau befindliche Weindorf anlegen ließ. Bei Errichtung der Rhein-Mosel-Halle wurde 1960 ein Stück des Südflügels wieder freigelegt und anschließend gesprengt. Vorhanden ist nur noch eine direkt an der Brückenauffahrt liegende Obergeschoss- sowie drei bis unter dem Weinberg liegende Erdgeschoss-Kasematten. Der Rheinflügel hingegen wurde beim Wiederaufbau der Pfaffendorfer Brücke weiterhin als Teilfundament der Auffahrt benutzt und blieb daher weitgehend in der Vorkriegsform  erhalten. In der ehemaligen Toranlage war bis zur 
Bundesgartenschau eine öffentliche Toilette untergebracht. Das Gebäude ist ein geschütztes Kulturdenkmal nach dem Denkmalschutzgesetz (DSchG) und ist in der Denkmalliste des Landes Rheinland-Pfalz eingetragen. Seit 2002 ist das Bauwerk zudem Teil des UNESCO-Welterbes Oberes Mittelrheintal.